# Rolf Parr

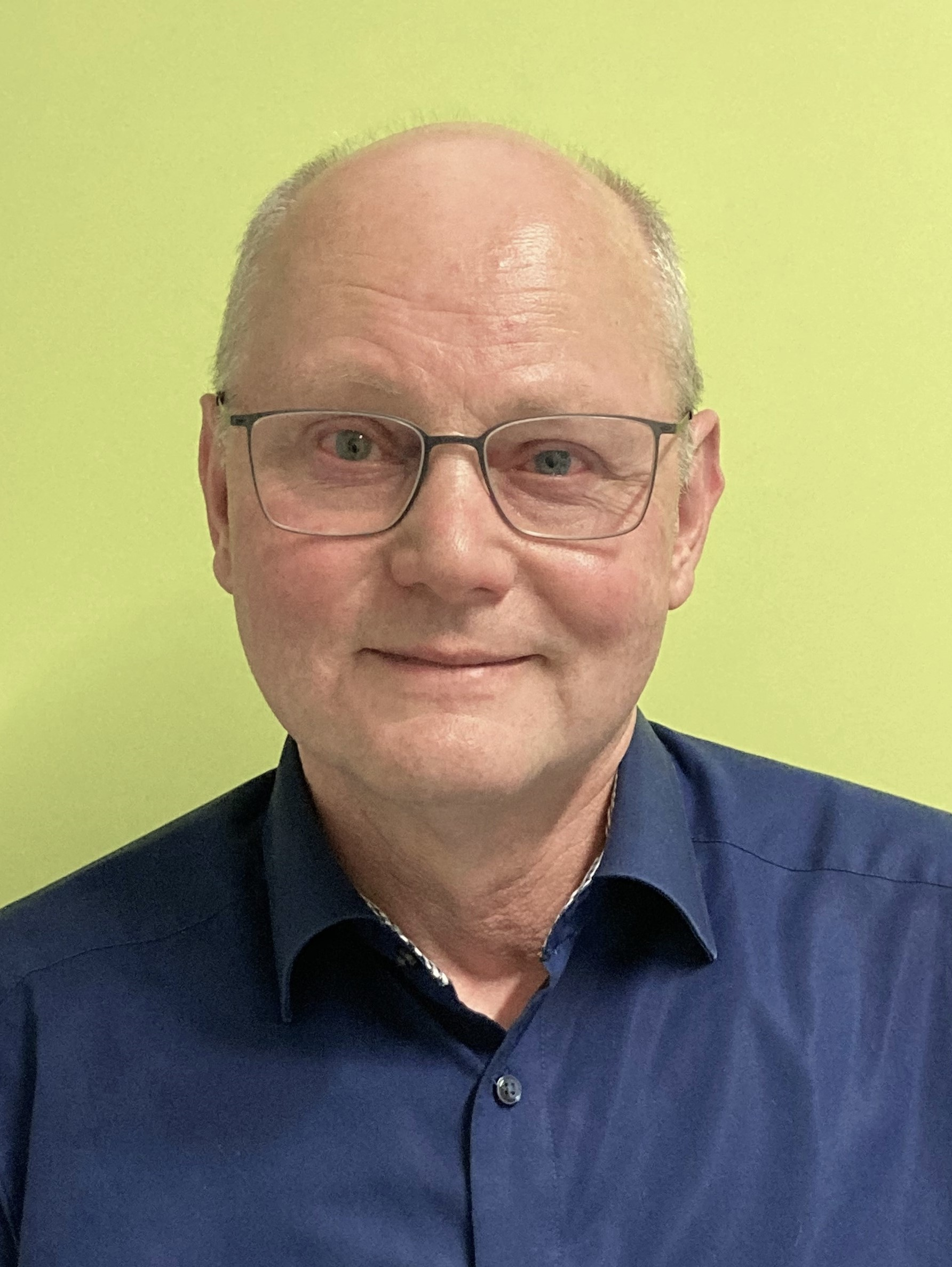
Rolf Parr (2022)

Rolf Parr (* 22. September 1956 in Essen) ist ein deutscher Germanist, Literatur- und Medienwissenschaftler.

## Leben
Nach seinem Studium der Germanistik, Philosophie und Pädagogik an der Ruhr-Universität Bochum war Rolf Parr dort wissenschaftlicher Mitarbeiter und wurde 1989 mit der Arbeit „‚Zwei Seelen wohnen, ach! in meiner Brust!‘ Strukturen und Funktionen der Mythisierung Bismarcks (1860–1918)“ promoviert.
Habilitiert hat sich Parr 1996 an der Universität Dortmund für das Fach „Neuere deutsche Literatur“ mit einer Studie zum literarisch-kulturellen Vereinswesen („Interdiskursive As-Sociation. Studien zu literarisch-kulturellen Vereinen, Gruppen und Bünden vom Vormärz bis zum Ersten Weltkrieg“).
Danach war er Hochschuldozent an der Universität Dortmund, Gastprofessor auf dem Wechsellehrstuhl des Landes NRW an der Universität Leiden und von 2004 bis 2010 Professor für Literaturwissenschaft und -didaktik an der Universität Bielefeld. Er leitete dort den Masterstudiengang „Interdisziplinäre Medienwissenschaft“. Ab 2010 war Parr Professor für Germanistik (Literatur-  und Medienwissenschaft) an der Universität Duisburg-Essen, wo er den Masterstudiengang „Literatur und Medienpraxis“ leitete. Seit Oktober 2023 ist Parr pensioniert.
Er ist Mitherausgeber von kultuRRevolution. zeitschrift für angewandte diskurstheorie und von andererseits. Yearbook of Transatlantic German Studies sowie Mitherausgeber der Buchreihen Diskursivitäten. Literatur – Kultur – Medien, Amsterdam German Studies (beide Synchron, Heidelberg), Szenen/Schnittstellen (Brill/Fink, Paderborn), Literatur und Medien (Tectum, Baden-Baden) und Literarische Mehrsprachigkeit / Literary Multilingualism (Narr, Tübingen). Zudem ist Parr Mitglied zahlreicher wissenschaftlicher Beiräte im In- und Ausland.
Die Arbeitsschwerpunkte von Parr sind Literatur-, Medien- und Kulturtheorie/-geschichte des 18. bis 21. Jahrhunderts, (Inter-)Diskurstheorie und Normalismusforschung, Kollektivsymbolik, Mythisierung historischer Figuren, literarisches Leben/Literaturbetrieb, Literatur/Medien-Beziehungen, Fernsehen, mehrsprachige Literatur, mediale Darstellungen von Arbeit, Metropolenforschung. Aufsätze von Parr wurden ins Englische, Französische, Niederländische, Italienische, Slowakische, Koreanische und Japanische übersetzt.

## Auszeichnungen, Ehrungen
- 1990: Auszeichnung der Dissertation als besonders herausragende wissenschaftliche Arbeit mit dem Preis der Ruhr-Universität Bochum für das Jahr 1990.
- 2016: Ernennung zum Ehrenpräsidenten der Internationalen Wilhelm Raabe-Gesellschaft.[5]
- 2018: Diversity-Preis der Universität Duisburg-Essen in der Kategorie Forschung.[6]
- 2022: Mitglied der Academia Europaea.[7]
- 2023: Ernennung zum »Permanent Fellow« des Duitsland Instituuts an der Universiteit van Amsterdam.

## Werke (Auswahl)
Monografien
- Historische Mythologie der Deutschen 1798–1918. München: Fink 1991 (zus. mit W. Wülfing u. K. Bruns), ISBN 978-3-7705-2605-5.
- „Zwei Seelen wohnen, ach! in meiner Brust“. Strukturen und Funktionen der Mythisierung Bismarcks (1860–1918). München: Fink 1992, ISBN 3-7705-2727-5.
- Was ist normal? Eine Bibliographie der Dokumente und Forschungsliteratur seit 1945. Oberhausen: Athena 1999 (zus. mit J. Link u. M. Thiele). ISBN 978-3-932740-51-0.
- Interdiskursive As-Sociation. Studien zu literarisch-kulturellen Gruppierungen zwischen Vormärz und Weimarer Republik. Tübingen: Niemeyer 2000, ISBN 3-484-35075-X.
- Fußball - Eine kulturwissenschaftliche Auswahlbibliografie. Heidelberg: Synchron 2006 (unter Mitarb. v. M. Alstedde, O. Siek u. J. Stratmann), ISBN 978-3-935025-95-9.[8]
- Autorschaft. Eine kurze Sozialgeschichte der literarischen Intelligenz. Heidelberg: Synchron 2008 (unter Mitarb. v. J. Schönert), ISBN 978-3-939381-01-3.
- Link(s). Eine Bibliografie zu den Konzepten ‚Interdiskurs’, ‚Kollektivsymbolik’ und ‚Normalismus’ sowie einigen weiteren Fluchtlinien. Zweite, stark erweiterte und überarbeitete Aufl. Heidelberg: Synchron 2010 (zus. mit M. Thiele), ISBN 978-3-939381-31-0.
- Die Fremde als Heimat. Heimatkunst, Kolonialismus, Expeditionen. Konstanz: Konstanz University Press 2014, ISBN 978-3-86253-051-9.
- Ruhrgebietsliteratur seit 1960. Eine Geschichte nach Knotenpunkten. Stuttgart: Metzler 2019 (zus. mit Britta Caspers, Dirk Hallenberger, Werner Jung), ISBN 978-3-476-04867-7.

Handbücher
- Handbuch literarisch-kultureller Vereine, Gruppen und Bünde. Stuttgart: Metzler 1998 (hg. zus. mit W. Wülfing u. K. Bruns), ISBN 3-476-01336-7.
- Foucault-Handbuch. Leben – Werk – Wirkung. Stuttgart, Weimar: Metzler 2008 (hg. zus. mit C. Kammler u. U. J. Schneider), – Sonderausgabe 2014. – 2. aktualisierte und erweiterte Auflage 2020, ISBN 978-3-476-05716-7.
- Raabe-Handbuch. Leben – Werk – Wirkung. Stuttgart, Weimar: Metzler 2016 (hg. zus. mit D. Göttsche u. F. Krobb), ISBN 978-3-476-02547-0.[9]
- Literatur und Mehrsprachigkeit. Ein Handbuch. Tübingen: Narr 2017 (hg. zus. mit T. Dembeck), ISBN 978-3-8233-6911-0.[10]
- Grundthemen der Literaturwissenschaft: Lesen. De Gruyter 2018 (hg. zus. mit A. Honold), ISBN 978-3-11-036467-5.[11]
- Metropolitan Research. Methods and Approaches. Bielefeld: Transcript 2022 (hg. zus. mit J. Gurr u. D. Hardt). ISBN 978-3-8376-6310-5.[12]
- Theodor Fontane Handbuch. 2 Teilbände. Berlin, Boston: De Gruyter 2023 (hg. zus. mit P. Trilcke, G. Radecke u. J. Bertschik). ISBN 978-3-11-054149-6.

Editionen
- Wilhelm Raabe: Unruhige Gäste. Ein Roman aus dem Säkulum. Herausgegeben, kommentiert und mit einem Nachwort versehen von Rolf Parr. Göttingen: Wallstein 2024 (= Wilhelm Raabe Werke. Kritisch kommentierte Ausgabe. Hg. von M. Baßler, A. Blödorn und R. Parr), ISBN 978-3-8353-5753-2.

Herausgeberschaften
- Gottschalk, Kerner & Co. Funktionen der Telefigur ›Spielleiter‹ zwischen Exzeptionalität und Normalität. Frankfurt a. M.: Suhrkamp 2001 (hg. zus. m. M. Thiele), ISBN 3-518-12175-8.
- (Nicht) normale Fahrten. Faszinationen eines modernen Narrationstyps. Heidelberg: Synchron 2003 (hg. zus. mit U. Gerhard u. a.), ISBN 3-935025-28-9.
- Querpässe. Beiträge zur Literatur-, Kultur- und Mediengeschichte des Fußballs. Heidelberg: Synchron 2003 (hg. zus. m. R. Adelmann u. Th. Schwarz), ISBN 978-3-935025-58-4.
- Zeitdiskurse. Reflexionen zum 19. und 20. Jahrhundert. Heidelberg: Synchron 2003 (hg. zus. mit R. Berbig u. M. Lauster), ISBN 978-3-935025-55-3.
- Foucault in den Kulturwissenschaften. Heidelberg: Synchron 2007 (hg. zus. mit C. Kammler), ISBN 978-3-935025-96-6.
- „Die besten Bissen vom Kuchen“. Wilhelm Raabes Erzählwerk: Kontexte, Subtexte, Anschlüsse. Göttingen: Wallstein 2009 (hg. zus. m. S. R. Fauth u. E. Rohse), ISBN 978-3-8353-0544-1.
- Periphere Zentren oder zentrale Peripherie? Kulturen und Regionen Europas zwischen Globalisierung und Regionalität. Heidelberg: Synchron 2008 (hg. zus. mit G. Mein u. W. Amann), ISBN 978-3-939381-22-8.
- Gastlichkeit. Erkundungen einer Schwellensituation. Heidelberg: Synchron 2009 (hg. zus. mit P. Friedrich), ISBN 978-3-939381-19-8.
- Globalisierung und Gegenwartsliteratur. Konstellationen, Konzepte, Perspektiven. Heidelberg: Synchron 2010 (hg. zus. mit G. Mein u. W. Amann), ISBN 978-3-939381-29-7.
- Guy Helminger. ein Sprachanatom bei der Arbeit. Heidelberg: Synchron 2014 (hg. zus. mit Th. Ernst u. C. D. Conter), ISBN 978-3-939381-69-3.
- Linker Kitsch. Bekenntnisse - Ikonen - Gesamtkunstwerke. München: Fink 2015 (hg. zus. mit B. Gruber), ISBN 978-3-7705-4996-2.
- Räumliche Darstellung kultureller Begegnungen. Heidelberg: Synchron 2015 (hg. zus. mit C. Dauven-van Knippenberg u. Ch. Moser), ISBN 978-3-939381-82-2.
- Wiederholen/Wiederholung. Heidelberg: Synchron 2015 (hg. zus. mit Jörg Wesche, Carla Dauven-van Knippenberg u. Bernd Bastert), ISBN 978-3-939381-83-9.
- Neue Realismen in der Gegenwartsliteratur. Paderborn: Fink 2016 (hg. zus. mit S. R. Fauth), ISBN 978-3-7705-6109-4.
- Theorien, Modelle und Probleme regionaler Literaturgeschichtsschreibung. Essen: Klartext 2016 (hg. zus. mit B. Caspers, D. Hallenberger u. W. Jung).
- Kulturelle Anatomien: Gehen. Heidelberg: Synchron 2017 (hg. zus. mit D. Hahn u. A. Mohnkern), ISBN 978-3-939381-92-1.
- Kathrin Röggla. München: edition text+kritik 2017 (hg. zus. mit I. Balint u. T. Nusser), ISBN 978-3-86916-543-1.[13]
- Autofiktion als Utopie // Autofiction as Utopia. Paderborn: FInk 2019 (hg. zus. mit Y. Delhey u. K. Wilhelms), ISBN 978-3-7705-6406-4.
- Text – Körper – Textkörper. Heidelberg: Synchron 2019 (hg. zus. mit C. Dauven-van Knippenberg, Ch. Moser u. M. Wagner-Egelhaaf), ISBN 978-3-947960-03-3.
- Windhoek/Essen. Stadtwahrnehmung in Bild und Text. Berlin: Ch. A: Bachmann 2020 (hg. zus. mit J. Augart). ISBN 978-3-96234-031-5.
- Germanistik – eine interkulturelle Wissenschaft? Heidelberg: Synchron 2020 (hg. zus. m. N. Colin, J. Umlauf u. C.Theissier). ISBN 978-3-947960-07-1.
- Ästhetische Lektüren – Lektüren des Ästhetischen. Für Werner Jung. Bielefeld: Aisthesis 2021 (hg. zus. m. L. Schüller). ISBN 978-3-8498-1582-0.
- Getaktete Zeiten. Von Kalendern und Zeitvorstellungen in Literatur und Film. Berlin, Boston: de Gruyter 2022 (hg. zus. m. Ch. Hamann). ISBN 978-3-11-077336-1.
- Rhetorik und Interdiskursanalyse. Theoretische und praktische Zugriffe auf ein wenig beachtetes Verhältnis. Hannover: Wehrhahn 2023 (hg. zus. m. C. de Beun u. J. Wesche). ISBN 978-3-86525-988-2.
- schliff. Literaturzeitschrift, Nr. 17, Themenheft »Wüsten«. München: edition text + kritik 2023 (hg. zus. m. K. Schuchmann u. A. Erb). ISBN 978-3-96707-712-4.
- Exotismen in der Kritik. Paderborn: Brill/Fink 2023 (Szenen / Schnittstellen, Bd. 11) (hg. zus. m. M. Duppel-Takayama u. Th. Schwarz). ISBN 978-3-7705-6775-1.
- Literatúra, literárna veda a vedy o živote / Literature, Literary Studies and the Life Sciences. Themenheft von »World Literature Studies«, Vol. 17, 2 (2025). ISSN 1337-9275.

Jahrbücher
- andererseits. Yearbook of Transatlantic German Studies, Vol. 4 (Summer 2015), Issue 1. – Druckversion: Bielefeld: Transcript 2016.
- andererseits. Yearbook of Transatlantic German Studies, Vol. 5/6 (2016/17) – Druckversion: Bielefeld: Transcript 2018. ISBN 978-3-8376-4393-0
- andererseits. Yearbook of Transatlantic German Studies, Vol. 7/8 (2018/19). Bielefeld 2020. ISBN 978-3-8376-4952-9.
- andererseits. Yearbook of Transatlantic German Studies, Vol. 9/10 (2020/21). Herausgegeben von William Collins Donahue, Georg Mein, Rolf Parr, Bielefeld 2021. ISBN 978-3-8376-6128-6
- andererseits. Yearbook of Transatlantic German Studies, Vol. 11/12 (2022/23). Herausgegeben von William Collins Donahue, Georg Mein, Rolf Parr, Bielefeld 2024. ISBN 978-3-8394-6981-1
- Jahrbuch der Raabe-Gesellschaft 2015. Im Auftrag des Vorstands hg. von Rolf Parr u. Florian Krobb. Berlin, Boston: de Gruyter 2015. ISSN 0075-2371
- Jahrbuch der Raabe-Gesellschaft 2016. Im Auftrag des Vorstands hg. von Rolf Parr u. Julia Bertschik. Berlin, Boston: de Gruyter 2016. ISSN 0075-2371
- Jahrbuch der Raabe-Gesellschaft 2017. Im Auftrag des Vorstands hg. von Rolf Parr u. Julia Bertschik. Berlin, Boston: de Gruyter 2017. ISSN 0075-2371

Reihenherausgeberschaften
- Amsterdam German Studies. Heidelberg: Synchron 2016ff.[14]
- Diskursivitäten. Literatur – Kultur – Medien. Heidelberg: Synchron 2001ff. (zus. mit Klaus-Michael Bogdal und Alexander Honold).[15]
- Literatur und Medien. Marburg: Tectum 2011ff. (zus. mit Gunter E. Grimm, Volker Wehdeking und Christof Hamann).
- Schriften des Fritz-Hüser-Instituts für Literatur und Kultur der Arbeitswelt. Essen: Klartext 2011–2019 (zus. mit den Mitgliedern des Wiss. Beirats).[16]
- Szenen/Schnittstellen. Paderborn: Fink 2016ff. (zus. mit Todd Herzog und Tanja Nusser).[17]
- Literarische Mehrsprachigkeit / Literary Multilingualism. Tübingen: Narr 2019f. (zus. mit Till Dembeck)[18]
- Wilhelm Raabe. Werke. Kritisch kommentierte Ausgabe. Göttingen: Wallstein 2023f.

Sekundärliteratur
- Th. Ernst, G. Mein (Hrsg.): Literatur als Interdiskurs. Realismus und Normalismus, Interkulturalität und Intermedialität von der Moderne bis zur Gegenwart. Eine Festschrift für Rolf Parr zum 60. Geburtstag. Paderborn: Fink 2016.[19]
- Art. „Parr, Rolf.“ In: Kürschners Deutscher Gelehrten-Kalender 2021. Bio-bibliographisches Verzeichnis deutschsprachiger Wissenschaftler der Gegenwart. 34. Ausgabe. Berlin: De Gruyter 2022, Bd. 3, S. 2773–2774.
- J. Hirsch: Der eigene Weg ins Herz der Studierenden. In: H 1. Das Magazin der Universität Bielefeld, 2 (2008), S. 12–13.
- M. Strecker: Wenn die Brasilianer tanzen. Vortragsreihe „Kopfball“: Rolf Parr über Nationalvorurteile im Fußball. (Stern der Woche). In: Neue Westfälische Zeitung (14./15. Januar 2006).